# Антоније Маринковић
Антоније Маринковић, познат и као А. М. Младунац, Мефисто и Андра (Корман код Алексинца, 21. мај 1917 — Крушевац, 16. јул 1987) био је српски књижевник.

## Биографија
Основну школу завршио у Скопљу и Крушевцу. Гимназију је завршио у Крушевцу. Један је од оснивача СКОЈ-а у Крушевачкој Гимназији. Због своје политичке активности, више пута био је затваран пре Другог св. Рата. За време рата се склонио у Корман, а 1944. год, постаје борац Треће јужноморавске бригаде на Јастрепцу. Тада је рањен и послат на лечење у Италију. Вратио се крајем 1944. год. Од тада ради у штабу Друге армије у Тузли, у листу Наш фронт. Радио је неко време и у Загребу, где је био секретар за средњошколско образовање официра, 1945. год. У Београду постаје сарадник листа Народна армија, уредник Књижевних новина и члан КУД „Иво Лола Рибар“, 1946. Од 1950-1959, живео у Корману, потом био наставник основне школе у Гредетину.Од 1960. настањује се у Крушевцу где остаје до краја свог живота. Више година је радио у Историјском архиву Крушевац.

## Књижевни рад
Један је од покретача листа Народ (Крушевац, 1939). Публиковао је збирку песама Жетва 1939. која је забрањена због револуционарних идеја.. Био је члан Књижевног клуба Багдала од оснивања, 1959. год. Са групом писаца издвојио из Клуба и 1968. основао Удружене ствараоце Синтеза и био уредник првог броја . Од 1964. год. Био је члан центра за фантазмагику у Бриселу и стални сарадник часописа Fantasmagie. Превођен на француски, италијански, руски, румунски, чешки, фламански језик. Преводио са енглеског, италијанског, француског и руског. Био члан Удружења књижевника Србије.
Писао је песме, приповетке, драме, есеје, књижевне критике. Бавио се и есејистиком из области ликовне и музичке уметности. У рукопису су остала необјављена његова дела Кнегиња, драма у четири чина и Веселин: постхумна меморија, монодрама., Чедни и бесни , роман (одломак објављен у Багдали, август 1987).